# عشق ابدی (رئالیتی شو)
عشق ابدی یک مجموعهٔ واقع‌نمای دوست‌یابی و همسرگزینی فارسی‌زبان محصول سال ۲۰۲۵ ترکیه است که از ۸ اردیبهشت ۱۴۰۴ در پلتفرم یوتیوب پخش خود را آغاز کرده و به یکی از پربحث‌ترین برنامه‌های فارسی‌زبان تبدیل شده است. این برنامه با الهام از برنامه‌هایی مانند جزیره عشق طراحی و در ویلایی لوکس در منطقه بودروم ترکیه فیلم‌برداری شده است.
پرستو صالحی، بازیگر ایرانی، اجرای برنامه را بر عهده دارد که تلاش می‌کند با ایجاد فضایی رمانتیک و چالش‌برانگیز، شرکت‌کنندگان را در مسیر یافتن شریک عاطفی همراهی کند. برنامه به دلیل سبک اجرا، نوع روابط به تصویر کشیده شده و جایزه ۳۰ هزار دلاری برای زوج برنده، توجه مخاطبان را جلب کرده و با واکنش‌ها و نقدهای گسترده‌ای مواجه شد.

## ماهیت برنامه
عشق ابدی، نسخهٔ فارسی‌زبان برنامهٔ جزیره عشق می‌باشد؛ اما در ترکیه و توسط یک اسپانسر ترک تولید شده است. شرکت‌کنندگان در یک ویلای لوکس در بودروم ترکیه گرد هم می‌آیند تا از طریق چالش‌ها، بازی‌ها و گفت‌وگوهای عاطفی، شریک زندگی خود را پیدا کنند و برای ماندن در ویلا باید با دیگر شرکت‌کنندگان جفت شوند. زوج برنده در پایان فصل، مبلغ ۳۰٬۰۰۰ دلار دریافت می‌کند.
شرکت‌کنندگان در هر مرحله باید تصمیم بگیرند که آیا مایل به ادامه رابطه با فرد خاصی هستند یا خیر. در طول فصل، شرکت‌کنندگان توسط خود شرکت‌کنندگان با اجماع حذف می‌شوند و در طول برنامه، شرکت‌کنندگان جدید وارد می‌شوند و پارتنرها تغییر می‌کنند، که این موضوع به ایجاد درام و هیجان کمک می‌کند.

## شرکت‌کنندگان
شرکت‌کنندگان فصل اول برنامه در ابتدا پنج دختر و پنج پسر بودند که با ورود شرکت‌کنندگان جدید تعداد آنها بیشتر می‌شود. با توجه به قانون برنامه هر یک هفته (۲۰ قسمت) یک فینال برگزار می‌شود و در آن با توجه به شرایط و قوانین بروز شده یک یا چند تن از شرکت‌کنندگان با رأی‌گیری حذف می‌شوند. در قسمت ۴۰، علی و زهرا حذف شدند اما به‌دلیل ایجاد رابطه‌ای میان آنها بیرون برنامه، در قسمت ۶۵ به‌عنوان یک زوج به برنامه بازگشتند.
| شرکت‌کننده            | سن | زادگاه   | ورود    | وضعیت               | منبع   |
| -------------------- | -- | -------- | ------- | ------------------- | ------ |
| طناز کمالی           | ۲۳ | اصفهان   | قسمت ۱  | شرکت‌کننده           | [ ۱۱ ] |
| خاله شهین مؤذن       | ۳۰ | مشهد     | قسمت ۱  | شرکت‌کننده           | [ ۱۲ ] |
| امیرحسین پیوانده     | ۳۳ | تهران    | قسمت ۱  | شرکت‌کننده           | [ ۱۳ ] |
| سودا دادلو           | ۳۲ | تهران    | قسمت ۱  | شرکت‌کننده           | [ ۱۴ ] |
| میلاد چلکی           | ۲۶ | مازندران | قسمت ۱  | شرکت‌کننده           | [ ۱۵ ] |
| ماهرخ مهری           | ۲۷ | کرج      | قسمت ۱  | شرکت‌کننده           | [ ۱۶ ] |
| سیاوش نائمی          | ۲۶ | تهران    | قسمت ۱  | شرکت‌کننده           | [ ۱۷ ] |
| ترانه ضیایی          | ۲۶ | مشهد     | قسمت ۷  | شرکت‌کننده           | [ ۱۸ ] |
| پژمان بهروزی         | ۴۲ | —        | قسمت ۱۵ | شرکت‌کننده           | [ ۱۹ ] |
| مهبد محمودی          | ۳۱ | تهران    | قسمت ۱۹ | شرکت‌کننده           | [ ۲۰ ] |
| نگار داداشلو         | ۲۸ | —        | قسمت ۶۳ | شرکت‌کننده           | [ ۲۱ ] |
| علی فارس لیل         | ۳۰ | کرج      | قسمت ۱  | شرکت‌کننده           | [ ۲۲ ] |
| زهرا محمدی           | ۲۷ | تهران    | قسمت ۱  | شرکت‌کننده           | [ ۲۳ ] |
| محدثه مرادی          | ۲۱ | تبریز    | قسمت ۶۶ | شرکت‌کننده           | [ ۲۴ ] |
| نگار یوسفی           | ۲۹ | ایلام    | قسمت ۱  | حذف‌شده (قسمت ۷۱)    | [ ۲۵ ] |
| مهراد راد            | ۳۳ | —        | قسمت ۴۸ | حذف‌شده (قسمت ۷۱)    | [ ۲۶ ] |
| الهه جباری           | ۲۰ | ارومیه   | قسمت ۲۴ | کناره‌گیری (قسمت ۶۴) | [ ۲۷ ] |
| بهار صفری            | ۲۶ | مشهد     | قسمت ۴۲ | حذف‌شده (قسمت ۶۰)    | [ ۲۸ ] |
| دانیال ساسانی        | ۲۵ | ترکمن    | قسمت ۳۶ | حذف‌شده (قسمت ۶۰)    | [ ۲۹ ] |
| پریسا عبداللهی محمدی | ۲۶ | شیراز    | قسمت ۱۲ | حذف‌شده (قسمت ۳۰)    | [ ۳۰ ] |
| فرشاد جهانگیری       | ۳۰ | لرستان   | قسمت ۴  | حذف‌شده (قسمت ۲۰)    | [ ۳۱ ] |

## تولید
پرستو صالحی گفته است که برنامه عشق ابدی ابتدا توسط شرکتی به نام مدیا پیم (MedyaPim) ساخته شده و بعدها مسئولیت تولید آن به یک کمپانی دیگر به نام یاپیم (Yapım) سپرده شده است.

## پخش
عشق ابدی از ۸ اردیبهشت ۱۴۰۴ در روزهای دوشنبه تا جمعه ساعت ۲۱ به وقت ایران در یوتیوب منتشر می‌شود.

## بازخورد
برنامه عشق ابدی به یکی از پربازدیدترین محتواهای یوتیوب فارسی تبدیل شد که بازتابی وسیع در فضای مجازی داشته و مورد نقدهای گوناگون قرار گرفته است. نخستین قسمت این برنامه بیش از هشت میلیون بازدید داشت و سایر قسمت‌ها نیز بین سه تا شش میلیون بار دیده شدند. بر اساس اطلاعات موجود، تا تاریخ ۱۰ خرداد ۱۴۰۴ این برنامه موفق به جذب بیش از ۱۰۰ میلیون بازدید در یوتیوب شده است. بر اساس نظر منتقدان، این برنامه، عشق را تبدیل به یک کالای سرگرمی کرده که شرکت‌کننده‌ها برای رسیدن به پول، حاضرند خود را یک عاشق نشان دهند و حتی فردی را هم که به دنبال عشق واقعی است به‌راحتی از برنامه حذف می‌کنند.
منتقدان محافظه‌کار از این برنامه به‌شدت انتقاد کرده‌اند. علیرضا شریفی یزدی، جامعه‌شناس در گفت‌وگو با روزنامه همشهری گفت: «برنامه یوتیوبی عشق ابدی بار دیگر نقاط ضعف فرهنگ‌سازی در ایران را نشانه گرفت و با سوار شدن بر یک موج توهمی، خود را در شبکه اجتماعی عرضه کرد.» شهره سلطانی، بازیگر سینما و تلویزیون این برنامه را نمایشی سطحی و توهین‌آمیز به مفهوم واقعی عشق دانست و اظهار داشت که چنین تولیداتی با اهداف تجاری، تأثیرات منفی بر جوانان دارند. یک مشاور روان‌شناس در گفت‌وگو ب‍ا ایسنا دربارهٔ عشق ابدی گفت: «این برنامه مفهومی آمیخته با ثبات، تعهد، شناخت و رشد مشترک است؛ اما در چنین بستری، به یک شعار توخالی تقلیل پیدا می‌کند که بیشتر از آنکه مخاطب را به تأمل دربارهٔ عشق واقعی دعوت کند، او را به هیجان، قضاوت سریع و تنوع‌طلبی عاطفی سوق می‌دهد. این استفاده ابزاری از واژه‌ها، فرایند فرسایش معنایی را در ذهن مخاطب رقم می‌زند و باعث می‌شود ارزش‌های اصیل روابط انسانی کم‌رنگ یا حتی بی‌معنا شود.» مسعود فراستی، منتقد سینمایی گفت: «این برنامه آن‌قدر شنیع است که انسان از نگاه کردن به آن شرم می‌کند. عشق ابدی توهینی به ایرانی و زن است.»
روزنامه فرهیختگان در مطلبی با عنوان «عشق لجنی» به انتقاد از این برنامه پرداخت. روزنامه خراسان نوشت: «این برنامه تلاش می‌کند با تقلید از نمونه‌های خارجی، چند جوان را در یک جزیره زیبا گرد هم بیاورد تا بتوانند عشق زندگی‌شان را پیدا کنند؛ یک نمایش رقابتی همراه با لحظات به‌ظاهر احساسی که بیش از آن‌که مفهوم واقعی عشق را بازتاب دهد، به نظر می‌رسد اهدافی تجاری داشته باشد.» روزنامه جوان، وابسته به سپاه پاسداران، در واکنش به پخش برنامه عشق ابدی نوشت: «اتاق فکر رسانه‌ای دشمن با تهدیدهای نرم‌افزاری و رسانه‌ای بر کیان خانواده ایرانی می‌تازد. این عشق نیست بلکه ابتذال ابدی است.» ایسکانیوز نوشت: «برنامه‌هایی مانند عشق ابدی، در ظاهر سرگرم‌کننده و دلنشین‌اند و هرچند ممکن است از منظر تجاری موفق و پرطرفدار باشند، اما در باطن حامل پیام‌هایی ویرانگر برای نهاد خانواده، اخلاق عمومی و هویت فرهنگی جامعه هستند.» روزنامه اینترنتی فراز در خصوص بازدیدهای میلیونی برنامه نوشت: «مخاطب امروزی دیگر منتظر تأیید نهادهای نظارتی نمی‌ماند؛ در چنین شرایطی، سانسور و توقیف نه‌تن‌ها کارکرد بازدارنده ندارند بلکه به محرکی برای جلب توجه و حتی تبلیغ غیرمستقیم بدل می‌شوند. شاید وقت آن رسیده باشد که به‌جای کنترل محتوا، گفت‌وگویی واقعی دربارهٔ کارکرد رسانه در عصر دیجیتال آغاز شود.» نشریه گزاره۲۴ در سرتیتر خود نوشت: «عشق ابدی ترکیبی از سطحی‌نگری، ابتذال و تأثیر منفی بر نگاه جوانان به عشق و تعهد است؛ بازدید میلیونی در کنار انتقادات، نشان می‌دهد چگونه محتواهای زرد و ساختگی همچنان مخاطب را جذب می‌کنند.» خبرگزاری تسنیم نوشت: «با وجود پذیرش عمومی نسبت به ابتذال و سطحی‌نگری حاکم بر عشق ابدی، این برنامه میلیون‌ها بیننده دارد. حتی بسیاری از مخاطبان آن، علناً به بی‌محتوا بودن آن اذعان دارند اما باز هم اعتراف می‌کنند که به تماشای این برنامه اعتیاد پیدا کرده‌اند. همچین برنامه‌هایی پیش‌تر در قالب سریال‌های ترکیه‌ای در میان مخاطبان ایرانی مورد توجه قرار گرفته بودند. اما آنچه امروز رخ می‌دهد، یک مرحله جلوتر است؛ «بومی‌سازی ابتذال» با مخاطب و مجری ایرانی.»

## حواشی
در کنار انتقادهای تند رسانه‌های داخلی به این برنامه، برخی معتقدند که عشق ابدی از ایران تأمین مالی شده و برای حواس‌پرتی مردم در برابر وضعیت اقتصادی، آلودگی هوا، بحران انرژی و فقر در ایران تولید شده است. این فرضیه‌ها به دلیل حضور داشتن یکی از شرکت‌کننده‌ها در برنامه‌ای با موضوع حجاب پخش‌شده از شبکه سه صداوسیمای جمهوری اسلامی به‌وجود آمد و با انتشار تصویری از چند شرکت‌کننده در کنار رضا رشیدپور، مجری تلویزیونی صداوسیما، پرسش‌های جدیدی را دربارهٔ پشت‌پرده تولید این برنامه و ارتباط آن با برخی چهره‌های داخلی ایجاد کرد. انتقادهای زیادی به رضا رشیدپور برای حضور در کنار عوامل عشق ابدی صورت گرفت. تصویر رشیدپور تنها به‌دلیل ماهیت برنامه عشق ابدی پرحاشیه نشد، بلکه شایعات و گمانه‌زنی‌هایی دربارهٔ ارتباط او با برخی از اسپانسرهای برنامه نیز مطرح شده است. فرهیختگان به‌خاطر این عکس انتقاد تندی به رضا رشیدپور کرد. رشیدپور به حواشی انتشار این عکس واکنش نشان داد و گفت: من با آن‌ها ارتباطی ندارم و صرفاً عکس گرفتیم. روزنامه خراسان این تصویر را «عجیب و غیرقابل توجیه» توصیف کرد و نوشت: «این دیدار نه تنها نسبتی با جایگاه و وجهه رشیدپور ندارد، بلکه لطمه مهمی نیز به آن وارد می‌کند.» خبرگزاری مهر نوشت: «عشق ابدی در ترکیه ضبط و تصویربرداری شده و رضا رشیدپور در چند سال گذشته در آنجا مشغول ضبط و مصاحبه و رایزنی با برخی چهره‌ها بود. پس نمی‌توان گفت عکس او با عوامل این برنامه صرفاً تصادف است اتفاقاً او به‌طور کامل در جریان رویکردهای این برنامه بوده است و از این حیث ضریب خطای این عکس و اشتباه رشیدپور صدچندان می‌شود.»